# Chiesa di Santa Maria a Vico
La chiesa di Santa Maria a Vico era un edificio religioso situato nella parte occidentale del territorio comunale di Cinigiano. La sua esatta ubicazione era nei dintorni del Castello di Vicarello.

## Storia e descrizione
Di origini medievali, la chiesa era una suffraganea della pieve di Sant'Ippolito a Martura, al pari della vicina pieve di San Martino a Vico; per la prima volta viene citata in un documento datato 1220. Nelle epoche successive la chiesa cambiò la sua denominazione, risultando in seguito dedicata a Santa Margherita. Nel corso del Quattrocento, la chiesa iniziò a diventare sempre meno frequentata, venendo preferita la pieve di San Martino per lo svolgimento delle principali funzioni religiose; da allora, l'edificio religioso divenne praticamente la cappella gentilizia del Castello di Vicarello, venendo utilizzata come luogo di preghiera dei signori che risiedevano nell'insediamento fortificato. Nelle epoche successive, il luogo di culto finì per essere completamente dismesso.
Della chiesa di Santa Maria a Vico sono state perse praticamente tutte le tracce, pur essendo identificabile l'area in cui sorgeva in epoca medievale presso il Castello di Vicarello.